# Energia estàtica humida
L'energia estàtica humida és una variable termodinàmica que descriu l'estat d'una parcel·la d'aire i és similar a la temperatura potencial equivalent.
L'energia estàtica humida és una combinació de l'entalpia d'una parcel·la a causa de l'energia interna d'una parcel·la d'aire i l'energia necessària per fer-hi espai, la seva energia potencial a causa de la seva altura sobre la superfície i l'energia latent deguda al vapor d'aigua present a la parcel·la d'aire. És una variable útil per investigar l'atmosfera perquè, com moltes altres variables similars, es conserva aproximadament durant l'ascens i el descens adiabàtic.
L'energia estàtica humida, S, es pot descriure matemàticament com:
{\displaystyle S=C_{p}\cdot T+g\cdot z+L_{v}\cdot q}
on Cp és la calor específica a pressió constant, T és la temperatura absoluta de l'aire, g és la constant gravitatòria, z és l'altura geopotencial sobre el nivell del mar, Lv és la calor latent de vaporització i q és la humitat específica del vapor d'aigua. S'ha de tenir en compte que molts textos utilitzen la proporció de barreja r en lloc de la humitat específica q perquè aquests valors tendeixen a ser propers (dins d'un petit percentatge) en condicions atmosfèriques normals, però això és una aproximació i no és estrictament correcte.
Mitjançant l'estudi dels perfils d'energia estàtica humida, Herbert Riehl i Joanne Malkus van determinar el 1958 que les torres calentes, petits nuclis de convecció d'uns 5 km d'amplada que s'estenen des de la capa límit planetària fins a la tropopausa, eren el mecanisme principal que transportava energia des dels tròpics cap a les latituds mitjanes. Més recentment, simulacions de models idealitzats dels tròpics indiquen que el pressupost d'energia estàtica humida està dominat per l'advecció, amb un flux d'entrada poc profund als 2 km més baixos de l'atmosfera amb el flux de sortida concentrat a uns 10 km per sobre de la superfície. L'energia estàtica humida també s'ha utilitzat per estudiar l'oscil·lació de Madden-Julian (Madden-Julian oscillation, MJO). Igual que amb els tròpics en conjunt, el pressupost d'energia estàtica humida a la MJO està dominat per l'advecció, però també està influenciat pel component impulsat pel vent del flux de calor latent superficial. La relació entre el component d'advecció i el component de calor latent influeix en la temporalitat de la MJO.